# Kappa Geminorum
Kappa Geminorum (κ Gem / 77 Geminorum / HD 62345) es una estrella binaria en la constelación de Géminis.
Aunque no tiene nombre propio habitual, en astronomía china se la llama 積薪 (Jīxīn), «pila de leña», ya que marca el asterismo del mismo nombre dentro de la constelación de Jǐng.
El sistema se encuentra a 141 años luz del sistema solar.
La componente principal, Kappa Geminorum A, es una gigante amarilla de tipo espectral G8III y magnitud aparente +3,57.
Su temperatura efectiva es de 4990 K y brilla con una luminosidad 74 veces mayor que la del Sol.
Su diámetro es 11,5 veces más grande que el diámetro solar y su velocidad de rotación proyectada es de 5 km/s, dando lugar a un período de rotación que puede durar hasta 115 días.
Con una masa de 2,7 masas solares, tiene una edad aproximada de 500 millones de años.
Separada visualmente 7,5 segundos de arco de la estrella primaria, su compañera estelar, Kappa Geminorum B, tiene magnitud aparente +8,2.
En los últimos 200 años la separación visual entre ambas estrellas apenas ha variado 2,5 segundos de arco, lo que sugiere que se trata de un verdadero sistema binario, si bien con un largo período orbital que supera los 3000 años.
Kappa Geminorum B es probablemente una enana amarilla de tipo G4 cuya actividad magnética genera los rayos X provenientes del sistema.